# Petr Mikšíček
Petr Mikšíček (* 12. Mai 1977 in Prag) ist ein tschechischer Kulturwissenschaftler, Fotograf und Buchautor.
Mikšíček studierte Kulturwissenschaften an der Philosophischen Fakultät der Universität Prag. In seiner Diplomarbeit beschäftigte er sich 2004 mit der Entwicklung der tschechischen Grenzgebiete im 20. Jahrhundert. Diese Thematik faszinierte ihn so sehr, dass er sich in den folgenden Jahren noch intensiver damit beschäftigte und mehrere, meist zweisprachige Publikationen darüber vorlegte. 
Besonders bekannt wurde er unter anderem durch die – gegen starke anfängliche Widerstände, aber letztendlich erfolgreich durchgesetzte – „Wiederbelebung“ der Ruinen von Königsmühle bei Stolzenhain (Háj u Loučné). Es handelt sich hierbei um die Überreste einer kleinen Ortschaft in der Nähe des Keilbergs (Klínovec), die im Rahmen der Vertreibung der Deutschen nach dem Zweiten Weltkrieg wüst gefallen war. Durch Mikšíčeks Initiative wurden sie unter Denkmalschutz gestellt und bilden zugleich den Rahmen eines internationalen Kunstprojekts, das unter anderem der deutsch-tschechischen Völkerverständigung gewidmet ist.

## Werke (Auswahl)
- Tváře Krušnohoří: podoby, příběhy a proměny regionu mezi chebem a Ústím nad Labem = Gesichter des Erzgebirges: Bilder, Menschen, Wandlungen; ein Porträt der Region zwischen Eger und Aussig, deutsch und tschechisch, deutsch übersetzt von Angela Lindner und Felix Ruschke, Fornica Graphics, Sokolov 2009, ISBN 978-80-87194-07-2.
- (Als Koautor mit weiteren Mitgliedern der Bürgervereinigung Antikomplex): Das verschwundene Sudetenland / Smizelé Sudety. / Die Publikation zur Ausstellung. Publikace k vystave. Deutsch/tschechisch. 2., überarbeitete Auflage. 2003, ISBN 80-86125-42-4.
- Das wiederentdeckte Erzgebirge. 5., erweiterte Auflage. 2009, ISBN 978-80-254-5727-6.
- Tváře Krušnohoří: podoby, příběhy a proměny regionu mezi chebem a Ústím nad Labem = Gesichter des Erzgebirges: Bilder, Menschen, Wandlungen; ein Porträt der Region zwischen Eger und Aussig, deutsch und tschechisch, deutsch übersetzt von Angela Lindner und Felix Ruschke, Fornica Graphics, Sokolov 2009, ISBN 978-80-87194-07-2.
- Krušný ráj - Herzgebirge. 2009, ISBN 978-80-254-5726-9.
- Waldgang: Ein Streifzug zwischen deutscher Vergangenheit und tschechischer Gegenwart. SachsenMedia, 2014, ISBN 978-3-940268-59-4.
- Verein DoKrajin (Hrsg.): Příběh Königsmühle Story.

## Ehrungen
- 2004 Josef-Vavroušek-Preis